# Mercedes-Benz W187

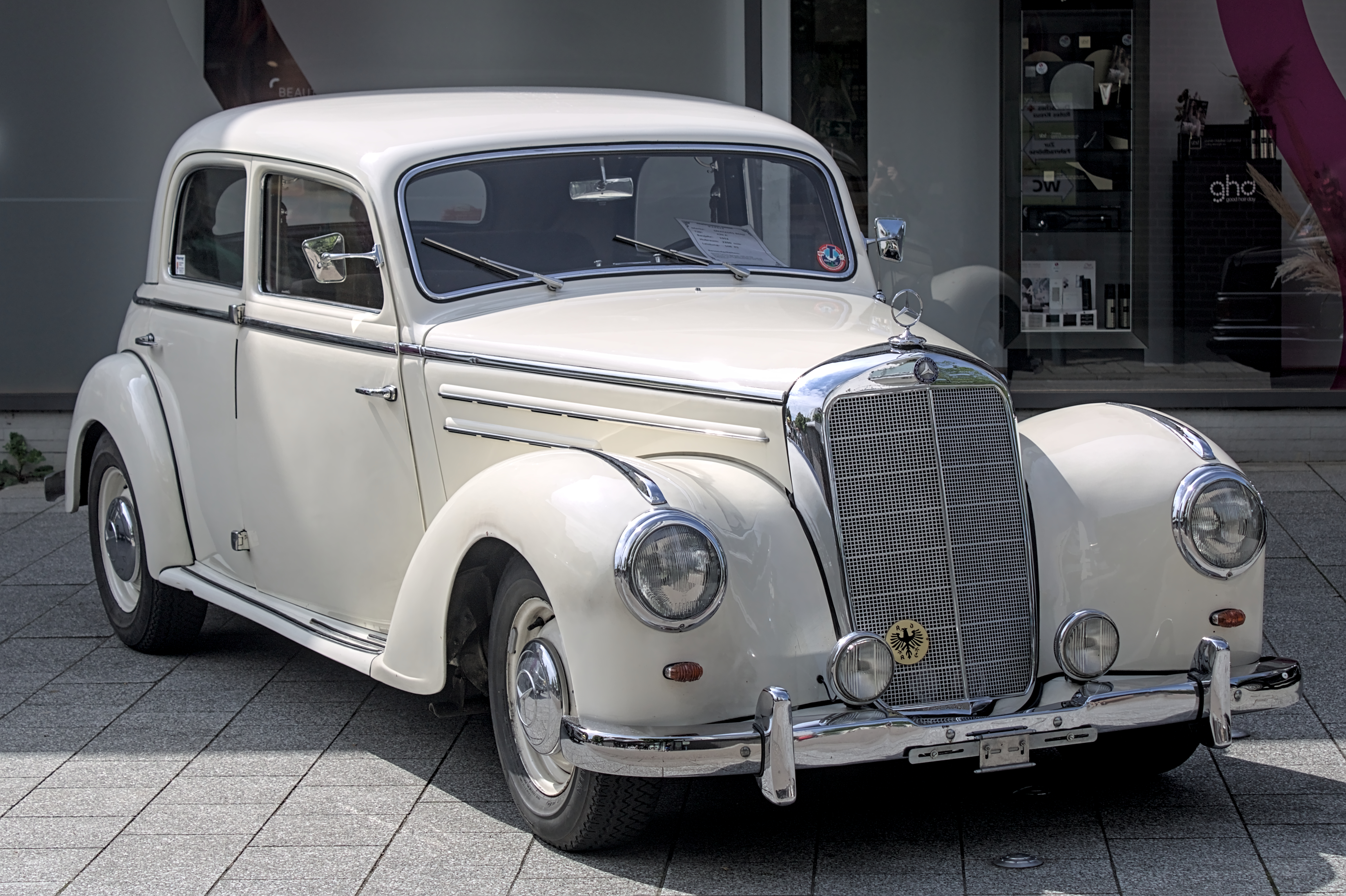
Mercedes-Benz 220 (W187)

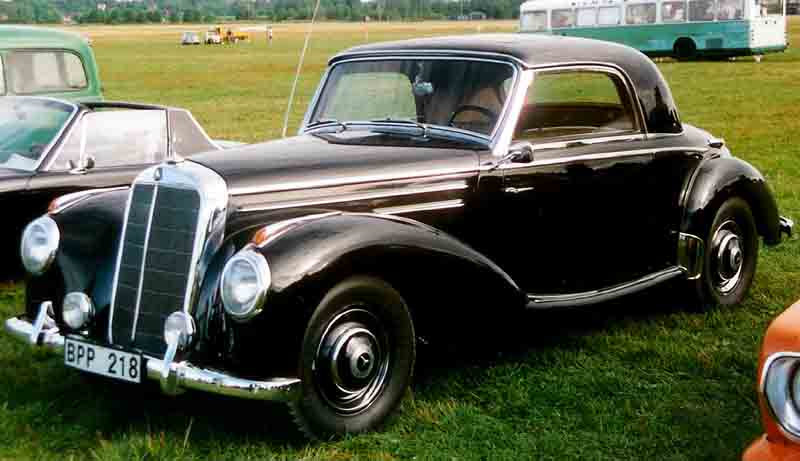
Mercedes-Benz 220 Coupe

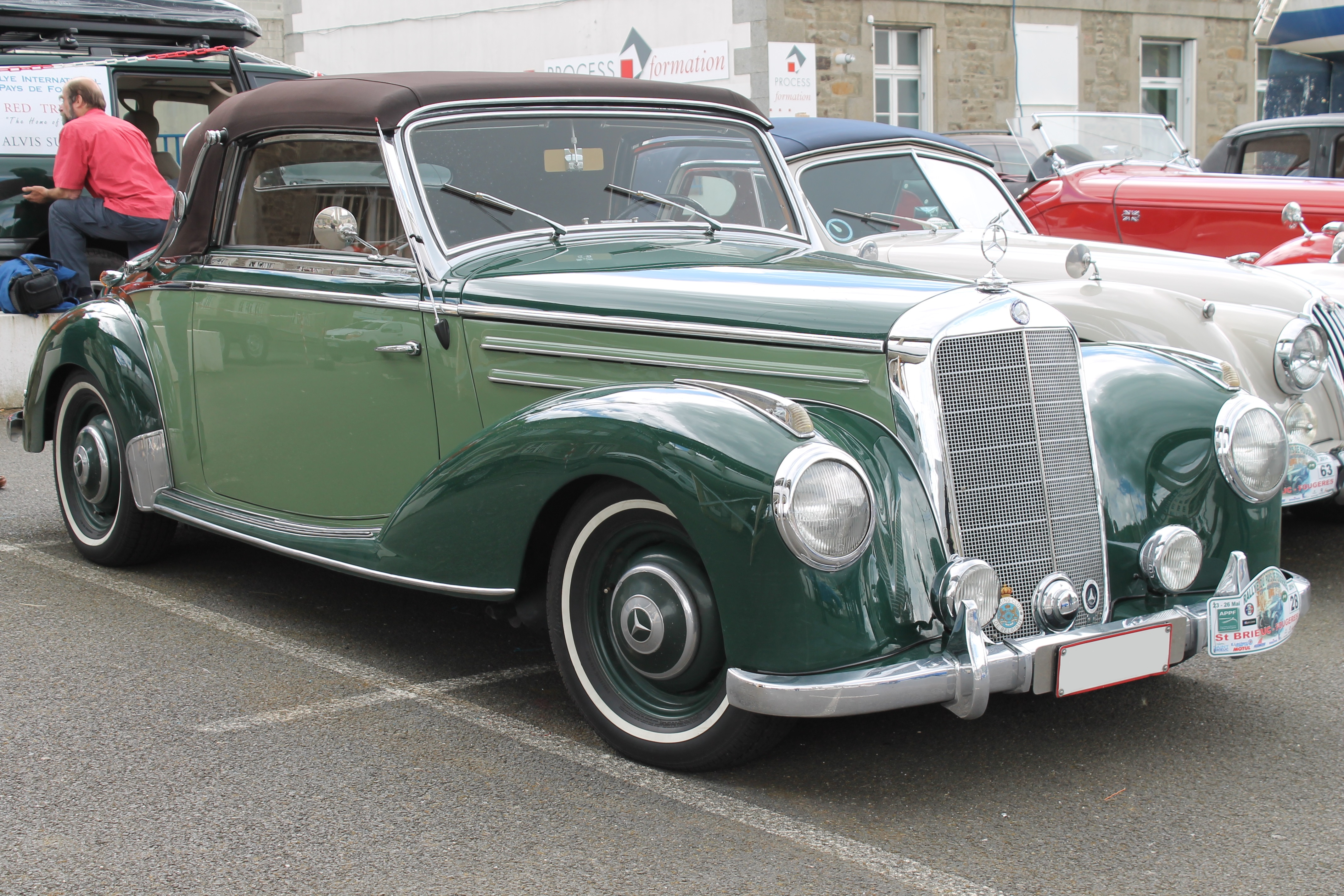
Mercedes-Benz 220 A Cabriolet

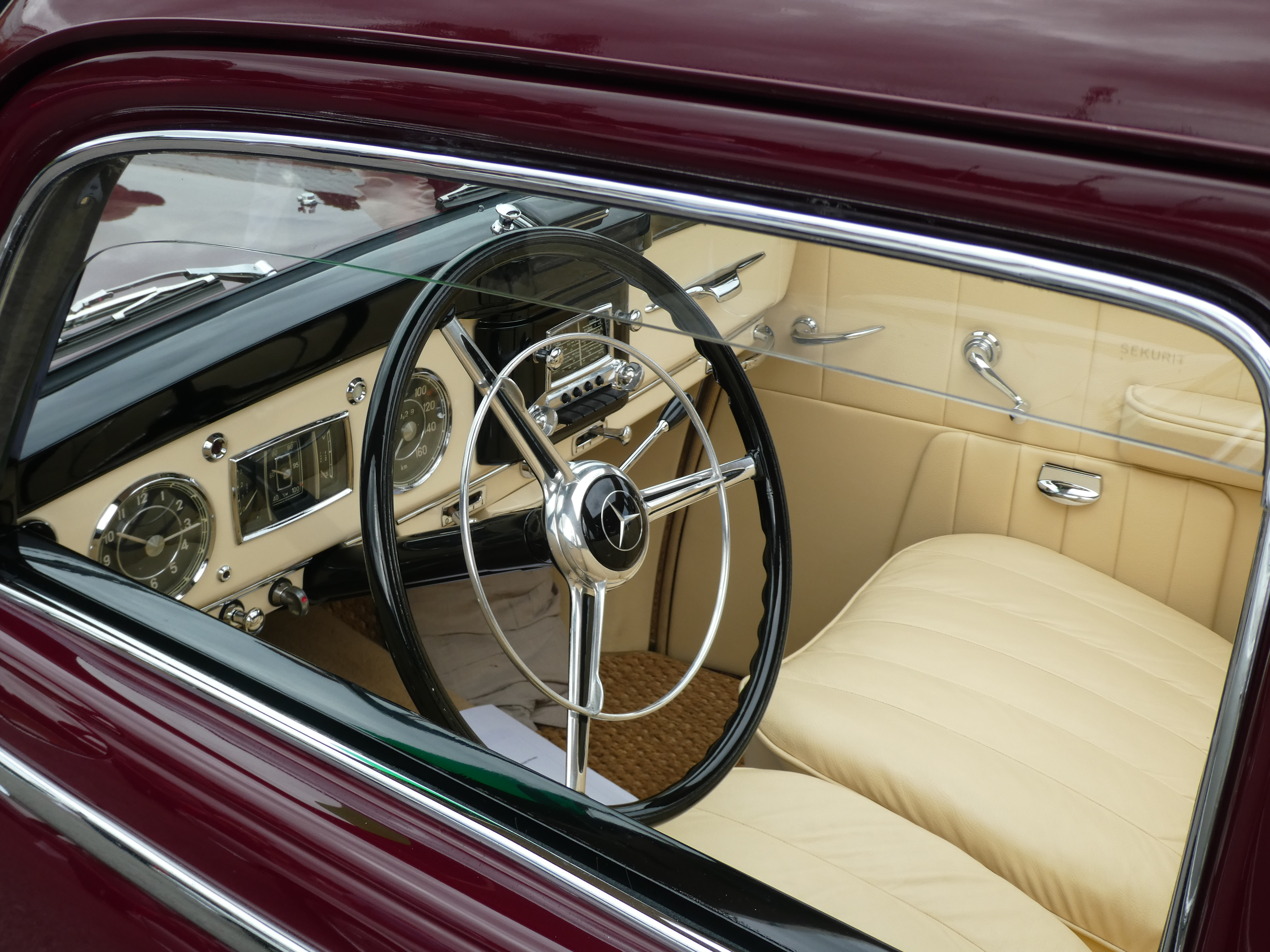

Mercedes-Benz W187 — автомобіль, який виготовлявся німецькою компанією Mercedes-Benz з 1951 по 1955 рік. Представлений на Франкфуртському автосалоні у квітні 1951 року як розкішний автомобіль з шістьма циліндрами, він виготовлявся в кузові седан, купе і кабріолет, всі моделі отримали назву 220. За шість десятиліть декілька дуже різних моделей позначалися як «Mercedes-Benz 220», однак усіх їх можна розрізнити за внутрішньозаводським індексом, згідно з яким саме ця модель позначається Mercedes-Benz W187.
Незважаючи на свої традиції, як виробника розкішних автомобілів, після закінчення війни Mercedes-Benz до 1951 року виготовляв легкові автомобілі тільки з чотирьохциліндровими двигунами. Mercedes-Benz 220 і більш потужний Mercedes-Benz 300, представлений в той же час, були перші післявоєнні моделі Mercedes-Benz оснащені шестициліндровими двигунами.

## Двигун
- 2,195 см3 (2.2 L) M180 I6 80/85 к.с.